# ريتشارد نيلسون (مصمم الإضاءة)
ريتشارد نيلسون (بالإنجليزية: Richard Nelson)‏ هو مصمم إضاءة أمريكي، ولد في 7 ديسمبر 1938 في نيويورك في الولايات المتحدة، وتوفي في 6 نوفمبر 1996.

## وصلات خارجية
- ريتشارد نيلسون على موقع قاعدة بيانات برودواي على الإنترنت (الإنجليزية)